# Lopha frons
Lopha frons är en musselart som först beskrevs av Carl von Linné 1758.  Lopha frons ingår i släktet Lopha och familjen ostron. Inga underarter finns listade i Catalogue of Life.